# Nibutani

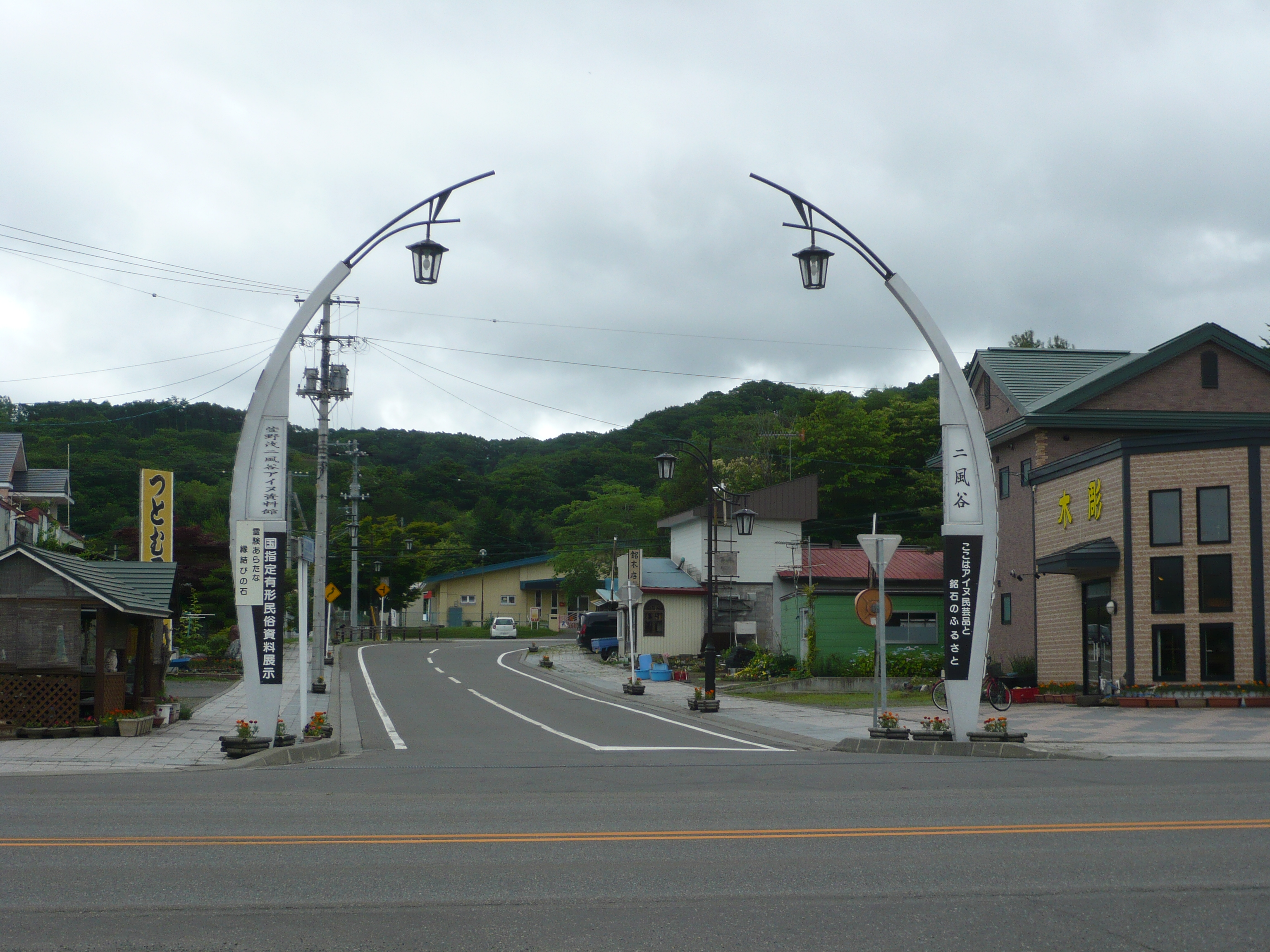
Nibutani

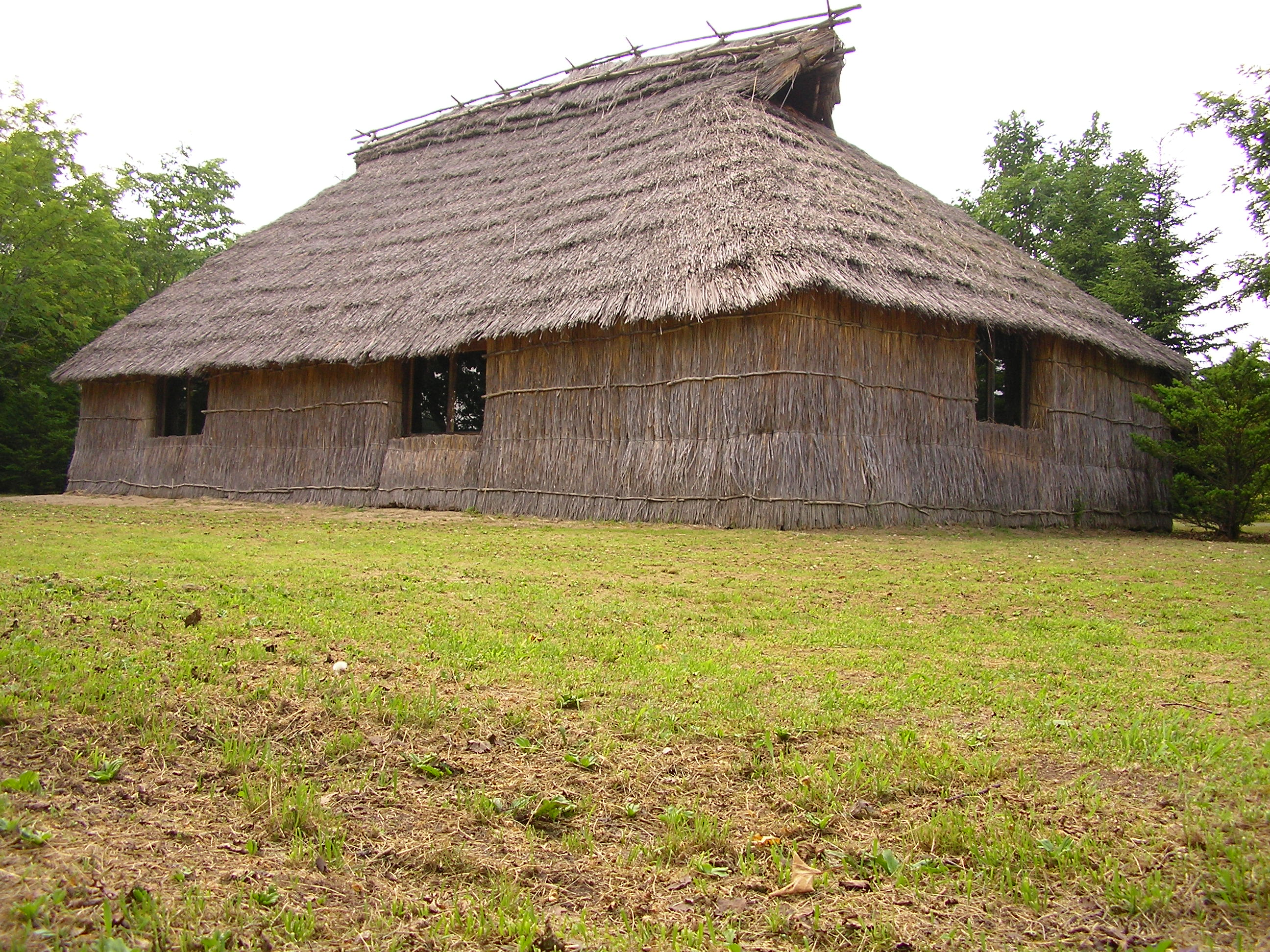
Rekonstruerat traditionellt ainu-hus ("cise") utanför Nibutani Ainu Culture Museum

Nibutani (japanska: 二風谷}) är ett distrikt i kommunen Biratori på Hokkaidō i Japan. Det hade 2010 en befolkning på 395 personer. Mer än 80 procent av befolkningen är ainu. 
Nibutanidammen anlades i Nibutani i Biratori över floden Saru trots starka invändningar på grund av att översvämmade områden hade helig mening för ainufolket.
I Nibutani finns de statliga Historical Museum of the Saru River och Nibutani Ainu Culture Museum samt det privata Kayano Shigeru Nibutani Ainu Museum.
Nibutanis mest kände invånare var Shigeru Kayano, som var främjare av ainuspråket och -kulturen.

## Bildgalleri

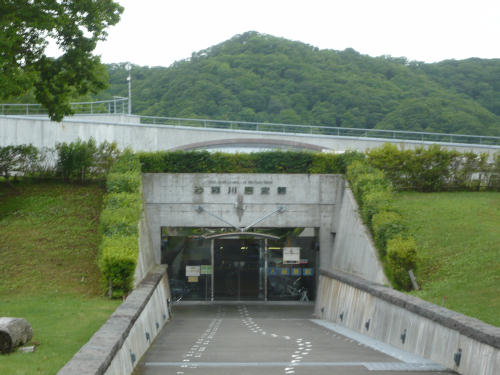
Historical Museum of the Saru River
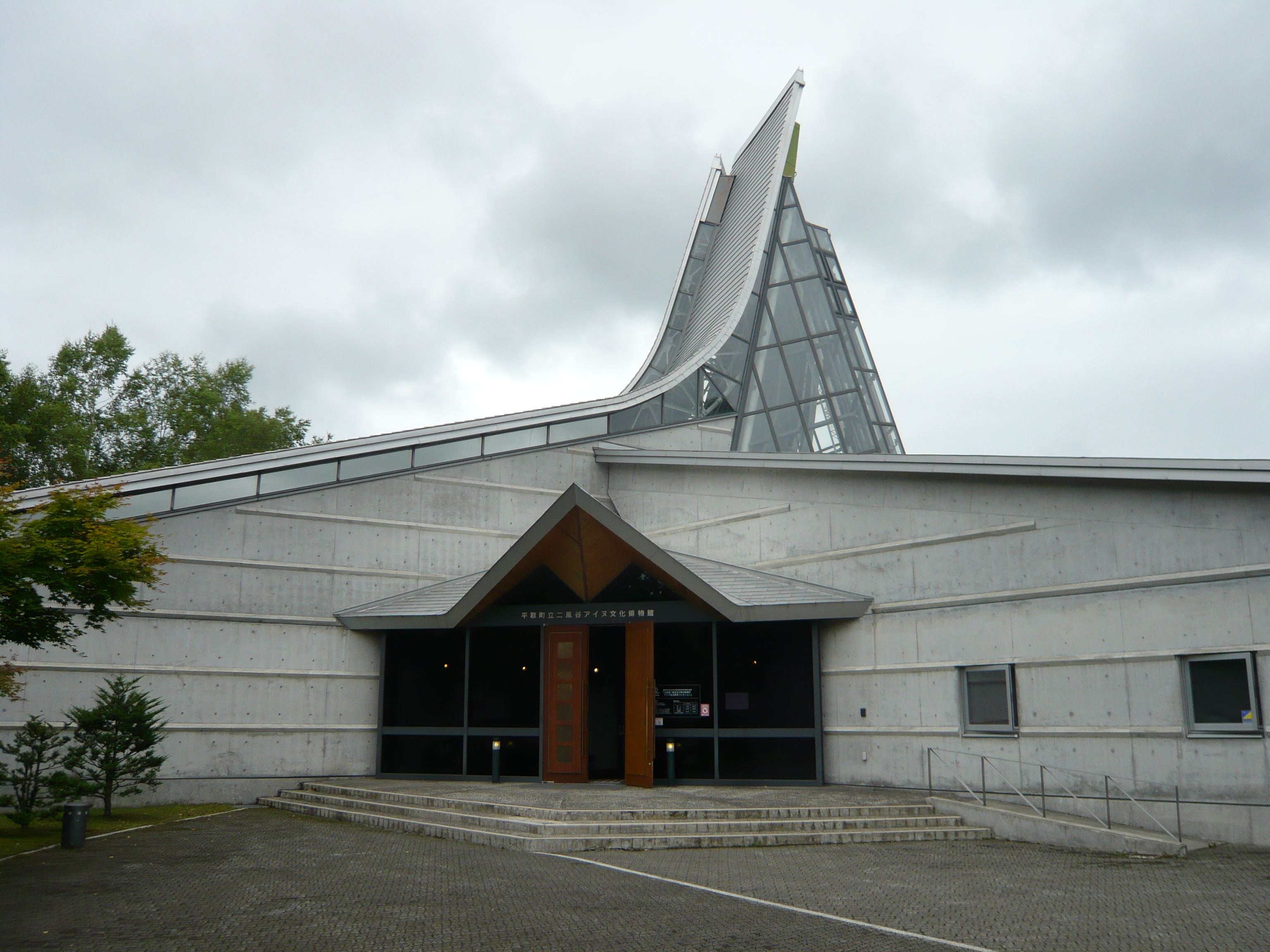
Nibutani_Ainu_Culture_Museum
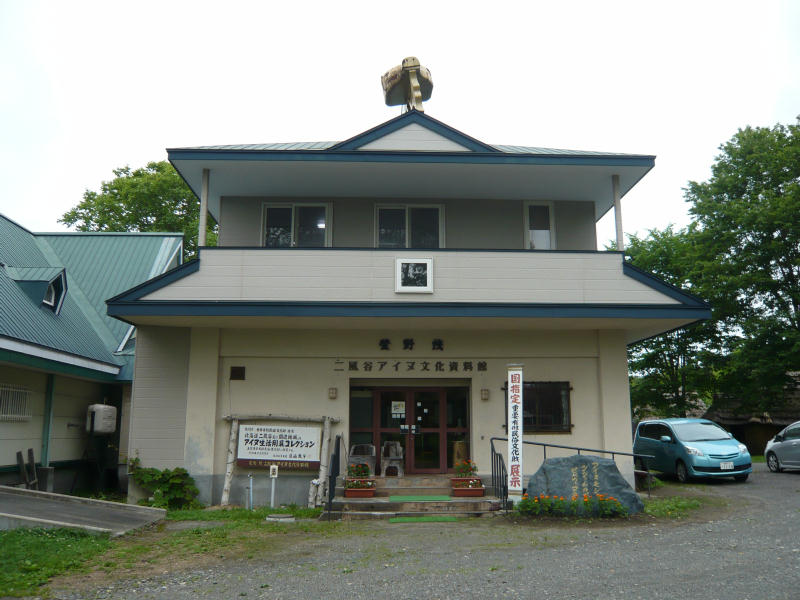
Kayano Shigeru Nibutani Ainu Museum
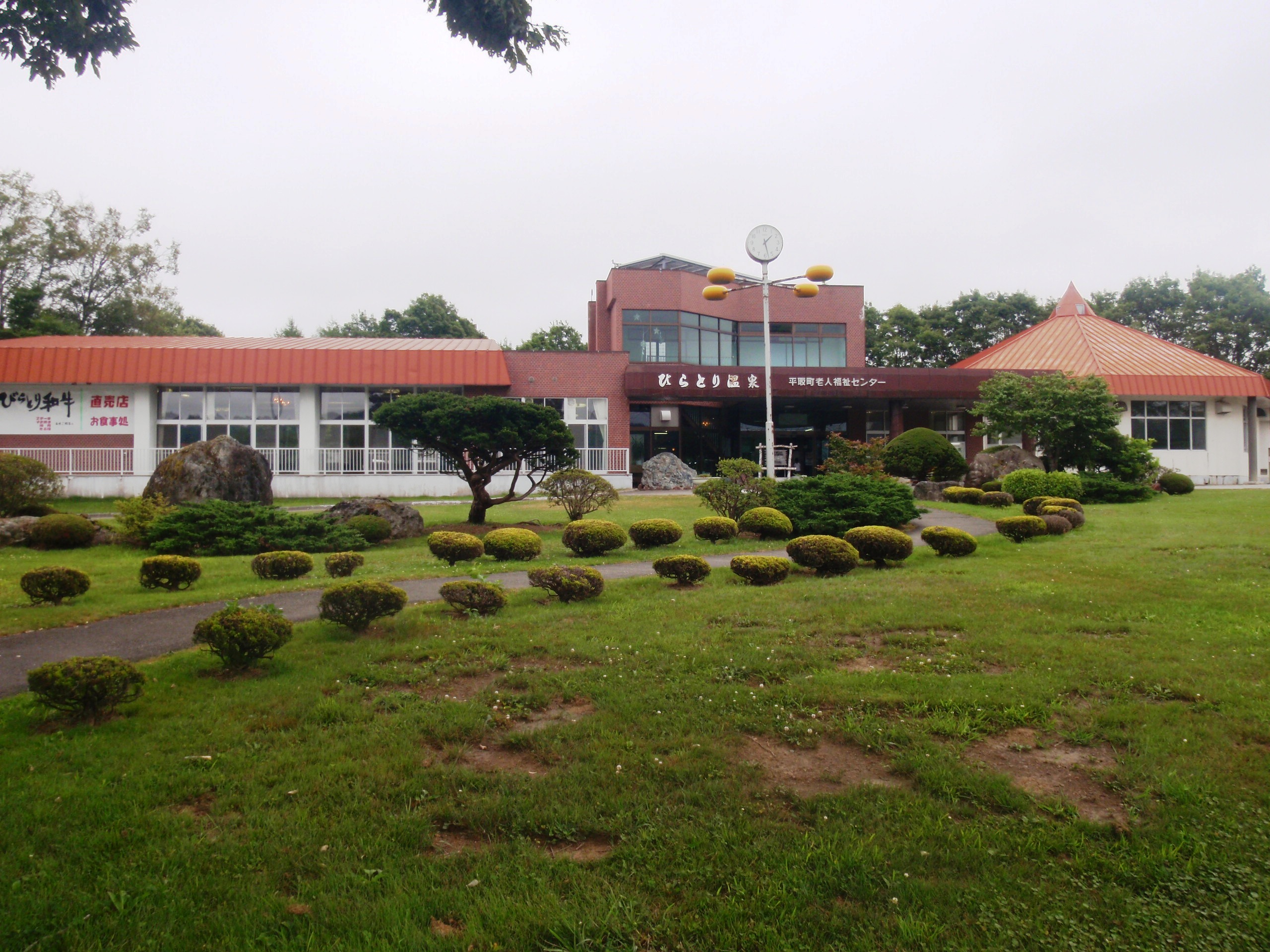
Biratori Onsen Yukara